# 杨文龙 (单板滑雪运动员)
杨文龙（1999年7月7日—），中国男子单板滑雪运动员，10岁时开始练习武术，14岁时改练滑雪，2024–25年世界杯北京站男子大跳台铜牌得主、2024–25年世界杯克雷施贝格站男子大跳台金牌得主、2025年亚洲冬季运动会男子大跳台金牌得主。